# Lucius Cornelius Scipio (Prätor 174 v. Chr.)
Lucius Cornelius Scipio vom Zweig der Scipionen aus der Gens der Cornelier war ein römischer Senator.
Lucius Cornelius Scipio war Sohn von Publius Cornelius Scipio Africanus und Bruder von Publius Cornelius Scipio. Im Jahr 192 v. Chr. geriet Lucius in die Gefangenschaft von Antiochos III. Er wurde ehrenvoll behandelt und 190 v. Chr. wieder freigelassen. Laut der Überlieferung bei Titus Livius sind die Einzelheiten der Freilassung unklar. 174 v. Chr. bekleidete Scipio durch Vermittlung des früheren Sekretärs seines Vaters Gaius Cicereius das Amt eines Prätors, wurde allerdings noch im selben Jahr von den Zensoren Aulus Postumius Albinus Luscus und Quintus Fulvius Flaccus aus dem Senat ausgestoßen.